# Rubus woronowii
Rubus woronowii är en rosväxtart som först beskrevs av Henri L. Sudre, och fick sitt nu gällande namn av Sergei Vasilievich Juzepczuk. Rubus woronowii ingår i släktet rubusar, och familjen rosväxter. Inga underarter finns listade i Catalogue of Life.